# バンダイナムコホールディングス
株式会社バンダイナムコホールディングス（英:  Bandai Namco Holdings Inc.）は、バンダイナムコグループを統括している日本の持株会社。略称はBNHD。日経平均株価およびTOPIX Large70、JPX日経インデックス400の構成銘柄の一つ。

## 概要
1997年、バンダイはセガと合併してセガバンダイになる予定であったが、社内での反対が強く合併は中止となった（詳しくは「バンダイ#1990年代」と「セガ#歴史」を参照）。2003年、セガと同じく東京都大田区を拠点としているナムコもセガに合併を申し入れていたが、セガからの回答がないままサミーがセガとの合併協議に入ったことから、白紙に戻った（サミーとセガの合併も白紙に戻り、セガサミーホールディングス設立に留まっている）。その後の2004年12月、翌年発売されたゲームソフト「機動戦士ガンダム 一年戦争」をバンダイとナムコが共同で開発する過程で、バンダイの高須武男社長が「ゲームだけでなく本格的な業務提携ができないか」とナムコの中村雅哉会長に話したのをきっかけに、経営統合が実現した。バンダイとナムコの経営統合は、奇しくもセガとの合併に失敗した者同士による縁組みだったが、統合が成功した背景にあるのは、ゲーム・玩具業界の事業環境の激変と両者経営陣のリーダーシップ、重複の少ない事業部門だったといわれる。また、「エンターテイメントを通じ夢や感動を提供する」という両社の企業使命が共通していたため、今回は現場レベルでも「ぜひ実現させよう」という全体的な動きとなった。
「バンダイナムコ」の名称はバンダイナムコエンターテインメントが社名及びロゴに使用しているが、統合後しばらくは「バンダイ」「ナムコ」「バンプレスト」を併存させて、「バンダイナムコ」を商品ブランドとしたのは「バンダイナムコゲームス」と「バンダイナムコオンライン」であった。2014年に「バンダイナムコ」ブランドへの統合と、英語社名の「Bandai Namco」の順への統一が行われた。

### グループ企業の本社移転
設立当初の本社はバンダイ本社（東京都台東区）とナムコ本社（東京都大田区）の中間地点である東京都品川区の京急電鉄 青物横丁駅徒歩圏内に置かれていた。
2014年11月6日、バンダイナムコホールディングスは事業所の集約を図り業務効率を向上させるため、バンダイナムコホールディングスとグループ企業5社（バンダイナムコエンターテインメント、バンプレスト、バンダイナムコスタジオ、バンダイナムコオンライン、アニメコンソーシアムジャパン）の本社を移転する計画を発表した。バンダイナムコスタジオは2015年に東京都江東区永代2-37-25へ移転し、同年11月30日にバンダイナムコホールディングス、バンダイナムコエンターテインメント、バンプレスト、バンダイナムコオンライン、アニメコンソーシアムジャパンの本社が入居する住友不動産三田ビル（東京都港区芝5-37-8）が完成。バンプレストは2016年1月12日に、バンダイナムコホールディングスは同年1月18日に、バンダイナムコエンターテインメントは同年2月2日に、バンダイナムコオンライン並びにアニメコンソーシアムジャパンは同年2月8日にそれぞれ本社を移転した。
これにより、バンダイナムコグループの事業拠点は東京都台東区駒形（トイホビー事業部門）東京都港区芝・東京都三田地区（ネットワークエンターテインメント事業部門）東京都渋谷区恵比寿（映像音楽プロデュース事業部門）に集約された。

### バンダイナムコグループ再編
バンダイナムコホールディングスは、2018年2月9日に、事業会社の集合体の単位をSBU（Strategic Business Unit：戦略ビジネスユニット）からユニットに改める、3つのSBU（トイホビーSBU、ネットワークエンターテインメントSBU、映像音楽プロデュースSBU）を5つのユニット（トイホビーユニット、ネットワークエンターテインメントユニット、リアルエンターテインメントユニット、映像音楽プロデュースユニット、IPクリエイションユニット）に再編する事を軸にしたグループ再編を発表した。
この再編では、
- バンダイが手がけているハイターゲット向けの玩具、プラモデル事業並びに、バンプレストが手がけている一番くじを2018年4月1日付でBANDAI SPIRITSへ移管する
- バンダイナムコエンターテインメントが手がけているアミューズメント機器事業を、2018年4月1日付でナムコから商号変更されるバンダイナムコアミューズメントへ移管する
- バンダイビジュアルを存続会社としてランティスを吸収合併し、バンダイナムコアーツへ商号変更する

ことなどが盛り込まれている。2018年4月1日付でバンダイナムコグループ再編が実施され、バンダイ、バンダイナムコエンターテインメント、バンダイナムコアミューズメント、バンダイナムコアーツ、サンライズの各社は、各ユニットの主幹会社となった。
2021年2月8日には、5つのユニットを3つのユニット（エンターテインメントユニット、IPプロデュースユニット、アミューズメントユニット）に再編する事を軸にしたグループ再編を発表した。
この再編では、
- バンダイが主幹会社であるトイホビーユニットとバンダイナムコエンターテインメントが主幹会社であるネットワークエンターテインメントユニットを統合してエンターテインメントユニットとする
- バンダイナムコアーツが主幹会社である映像音楽プロデュースユニットとサンライズが主幹会社であるIPクリエイションユニットを統合してIPプロデュースユニットとする
- バンダイナムコアミューズメントが主幹会社であるリアルエンターテインメントユニットの名称をアミューズメントユニットに改める

ことが盛り込まれている。2021年4月1日付でグループ再編が再度実施され、エンターテインメントユニットはバンダイとバンダイナムコエンターテインメントが、IPプロデュースユニットはバンダイナムコアーツとサンライズが、アミューズメントユニットはバンダイナムコアミューズメントがそれぞれ各ユニットの主幹会社となった。
2022年4月1日にはIPプロデュースユニットに属する企業の再編が行われた。
- サンライズを存続会社としてバンダイナムコアーツの映像事業とバンダイナムコライツマーケティングを統合した映像事業会社であるバンダイナムコフィルムワークスへ商号変更する
- バンダイナムコアーツを存続会社としてサンライズミュージックとバンダイナムコライツクリエイティブを統合した音楽・ライブイベント事業会社であるバンダイナムコミュージックライブへ商号変更する

## 主要事業所
- 経営企画本部 - 東京都港区芝5-37-8 バンダイナムコ未来研究所（住友不動産三田ビル）
- グループ管理本部 - 東京都港区三田3-13-16 三田43MTビル8階から10階

## 沿革
- 2005年
  - 5月 - バンダイと旧ナムコ（法人としては後のバンダイナムコエンターテインメント）が経営統合を発表。
  - 9月 - バンダイと旧ナムコの株式移転にして設立。
- 2006年
  - 2月 - 株式公開買付け（TOB）と株式交換によりバンプレストを完全子会社化することを発表。
  - 3月 - ナムコから施設運営事業を新設分割して、新生ナムコを設立。
  - 6月 - バンプレストを完全子会社化。
- 2007年
  - 3月 - 東映、東映アニメーション、角川グループホールディングスとの資本・業務提携を強化。
  - 7月 - 不二家の株式を取得。
  - 11月 - 株式交換により、バンダイビジュアル、バンダイネットワークスを完全子会社化することを発表。
- 2008年
  - 2月 - バンダイビジュアル、バンダイネットワークスを完全子会社化。
- 2009年
  - 3月 - 『機動戦士ガンダム』TVシリーズ放送開始30周年を記念して、『機動戦士ガンダム30周年プロジェクト』を立ち上げることを発表。同時に第1弾として、東京都品川区の潮風公園にガンダムの等身大立像を製作、期間限定で展示することを発表（後にお台場の別の場所に移転して、準・無期限で展示中。詳細は上記「ガンダムの等身大立像」の項を参照）。
  - 4月 - 代表取締役会長に高須武男が、代表取締役社長に石川祝男が就任。
  - 6月 - 本店所在地を港区から品川区へ移転。
- 2014年
  - 4月 - バンダイナムコゲームスを始めとする国内外の子会社31社の英文社名に含まれる「NAMCO BANDAI」を「BANDAI NAMCO」に変更。
  - 6月 - 第9回定時株主総会において英文社名を「BANDAI NAMCO Holdings Inc.」に変更する定款の一部変更を決議。
- 2015年
  - 6月 - 代表取締役会長に石川祝男が、代表取締役社長に田口三昭が就任。
  - 10月 - 各子会社のCMなどで用いられている、男性による「バンダイナムコ」の発声[注釈 1]が、特許庁から「音商標」として正式に認められる（出願番号 第2015-36610号）。
- 2016年
  - 1月 - 本社を東京都港区芝5丁目37-8（バンダイナムコ未来研究所〈住友不動産三田ビル〉）へ移転。
  - 4月 - 株式公開買い付け（TOB）でウィズを連結子会社化（同年9月30日付で完全子会社化）。
- 2017年
  - 3月 - 代表取締役会長の石川祝男がフランス政府よりレジオン・ドヌール勲章シュヴァリエを受章。
- 2018年
  - 2月 - バンダイのハイターゲット向け事業とバンプレストのコンビニエンスストア等向け景品事業の移管を目的としてBANDAI SPIRITSを設立して、4月1日付で事業移管。
- 2019年
  - 8月 - 日経平均株価構成銘柄に指定[18]。
  - 10月 - TOPIX 100の構成銘柄に採用。
  - 12月 - 株式公開買付け（TOB）で創通を連結子会社化[19]。
- 2020年
  - 3月1日 - 株式併合で創通を完全子会社化[20]。
- 2021年
  - 10月1日 - コーポレートロゴの変更と企業理念を「ミッション」「ビジョン」から「パーパス」へ改定することを発表。共に2022年4月より採用[21][22]。
- 2022年
  - 4月 - 東京証券取引所の市場区分の見直しにより、東京証券取引所の市場第一部からプライム市場に移行。映像事業における再編を実施。サンライズが、バンダイナムコアーツの映像事業を吸収分割、バンダイナムコライツマーケティングを吸収合併し、バンダイナムコフィルムワークスに社名変更。音楽・ライブイベント事業における再編を実施。バンダイナムコアーツが、バンダイナムコライブクリエイティブ及びサンライズミュージックを吸収合併し、バンダイナムコミュージックライブに社名変更。
  - 6月 - 監査役会設置会社から監査等委員会設置会社に移行。
- 2024年
  - 8月23日 - 東宝との間で資本業務提携を締結。バンダイナムコホールディングスと東宝両社がそれぞれの株式25億円相当を取得し、持ち合うとしている[23]。
- 2025年
  - 3月19日 - ピープルとの資本業務提携契約を解消[24]。
  - 5月8日 - ソニーグループ、Gaudiyとの戦略的パートナーシップを開始。ソニーグループと共にGaudiyへ総額100億円を出資する[25]。
  - 7月24日 - ソニーグループとの戦略的業務提携を締結。ソニーグループはバンダイナムコホールディングスの株式1600万株を取得し、発行済株式総数の約2.5%を保有する株主となる[26]。

## テレビ番組
- 日経スペシャル カンブリア宮殿 「大再編時代、統合で会社を伸ばせ！」（2007年9月3日、テレビ東京）- 出演：バンダイナムコHD社長 高須武男[27]。